# Павле Чортановић
Павле Чортановић (Нови Сад, 5. фебруар 1830 — Београд, 31. март 1903) био је српски сликар и литограф.

## Биографија
Павле је био син молера,  академског сликара Петра Чортановића. Сликарство је учио код оца у њиховој радионици. Студирао је сликарство на Академији ликовних уметности у Бечу од 1845. године до зимског семестра 1852-1853. Упознао је у Бечу Ђуру Јакшића, који је тада такође учио сликарство. Није стекао потпуно академско образовање и спада у ред српских сликара позних романтичара.
Након студија постао је ученик Димитрија Аврамовића. Било је то августа 1852. године, када је Павле помагао оцу током позлаћивања темпла у манастиру Врднику. Аврамовић је тада сликао иконостас исте манастирске цркве. Године 1865. отпутовао је у САД, где је годину дана провео на усавршавању.
Чортановић је највише познат по литографијама, рађеним око 1860. године, на којима је представио личности из српске историје, нарочито Косовског боја 1389. године, попут "цара Лазара". Јавља се 1874. године као привремени учитељ цртања и краснописа у "Ужичкој гимназијској реалки". Министарство просвете Србије му је 1883. године дало одобрење да може предавати - бити учитељ цртања и лепог писања у средњим школама. Једно време радио је као учитељ цртања у Неготинској нижој гимназији, где је и пензионисан септембра 1897. године. Преселио се затим у Београд, где је живео и радио у Херцеговачкој улици. Умро је 1903. године у Београду, у великом сиромаштву, готово слеп, а скромну новчану помоћ коју му је одредила Српска краљевска академија, није дочекао.
Његове иконе су део иконостаса српских православних цркава у Војки (1859), Вашици (1863), Бодеграју (1885), Бешенову, Врднику, Грабову, Старој Пазови, Великим Радинцима, Беркасову, Руми, Лалићу и другим местима. Иконостас цркве у селу Јаску у Срему није завршио, јер је напустио радно место.

## Галерија
- Цар Лазар и његова породица, репродукција литографије Павла Чортановића из 1860. године
- Милош Обилић после завере пред шатором Муратовим, аутора Павла Чортановића и Адама Стефановића (пре 1887)
- Спаљивање моштију Светог Саве, аутора Павла Чортановића и Адама Стефановића (око 1860)
- Уље на платну Стеван Синђелић у Бици на Чегру (1900)
- Хајдук Вељко Петровић (почетак XX столећа)